# Maurice Deprez
Maurice Jean François Deprez, född 12 november 1888 i Bryssel, död 30 augusti 1953 i Etterbeek i Bryssel, var en belgisk ishockeyspelare. Han var med i det belgiska ishockeylandslaget som kom på delad femte plats i de olympiska sommarspelen 1920 i Antwerpen.